# Adjaachüügijn Boldsüch
Adjaachüügijn Boldsüch (ur. 15 listopada 1973) – mongolski zapaśnik w stylu wolnym. Trzykrotny uczestnik mistrzostw świata, jedenasty w 1998. Piąty na igrzyskach wschodniej Azji w 1997. Brązowy medalista mistrzostw Azji w 2001; czwarty w 2000. Czwarty w Pucharze Świata w 2002 roku.